# Sport Club Fortuna Köln 1995-1996
Questa voce raccoglie le informazioni riguardanti lo Sport Club Fortuna Köln nelle competizioni ufficiali della stagione 1995-1996.

## Stagione
Nella stagione 1995-1996 il Fortuna Colonia, allenato da Hannes Linßen e Jürgen Gelsdorf, concluse il campionato di 2. Bundesliga all'8º posto. In Coppa di Germania il Fortuna Colonia fu eliminato al primo turno dal Kaiserslautern.

## Rosa
| N. |                     | Ruolo | Calciatore          |
| -- | ------------------- | ----- | ------------------- |
| 3  | Germania (bandiera) | C     | Marco Zernicke      |
| 6  | Germania (bandiera) | C     | Jörg Lipinski       |
| 18 | Germania (bandiera) | D     | Matthias Mink       |
| 23 | Germania (bandiera) | P     | Andreas Wessels     |
|    | Germania (bandiera) | P     | Walter Junghans     |
|    | Polonia (bandiera)  | P     | Adam Matysek        |
|    | Germania (bandiera) | P     | Wolfgang Wiesner    |
|    | Germania (bandiera) | D     | Alfons Higl         |
|    | Germania (bandiera) | D     | Markus Kranz        |
|    | Germania (bandiera) | D     | Nico Niedziella     |
|    | Germania (bandiera) | D     | Jürgen Radschuweit  |
|    | Germania (bandiera) | D     | Hans-Jörg Schneider |
|    | Ghana (bandiera)    | C     | Charles Akonnor     |
|    | Marocco (bandiera)  | C     | Rachid Azzouzi      |

| N. |                                 | Ruolo | Calciatore       |
| -- | ------------------------------- | ----- | ---------------- |
|    | Germania (bandiera)             | C     | Stefan Böger     |
|    | Germania (bandiera)             | C     | Andreas Brandts  |
|    | Bosnia ed Erzegovina (bandiera) | C     | Hajrudin Catic   |
|    | Germania (bandiera)             | C     | Dirk de Wit      |
|    | Germania (bandiera)             | C     | Roland Gisinger  |
|    | Germania (bandiera)             | C     | Antoine Hey      |
|    | Germania (bandiera)             | C     | Dirk Lottner     |
|    | Germania (bandiera)             | C     | Martin Luhr      |
|    | Germania (bandiera)             | C     | Jürgen Niggemann |
|    | Germania (bandiera)             | C     | Wolfgang Rolff   |
|    | Danimarca (bandiera)            | A     | Mikkel Beck      |
|    | Germania (bandiera)             | A     | Rainer Krieg     |
|    | Danimarca (bandiera)            | A     | Jacob Svinggaard |

## Organigramma societario
Area tecnica
- Allenatore: Jürgen Gelsdorf
- Allenatore in seconda:
- Preparatore dei portieri:
- Preparatori atletici:

## Calciomercato

### Sessione estiva
| Acquisti | Acquisti        | Acquisti      | Acquisti |
| R.       | Nome            | da            | Modalità |
| -------- | --------------- | ------------- | -------- |
| D        | Markus Kranz    | Dinamo Dresda |          |
| C        | Wolfgang Rolff  | Colonia       |          |
| C        | Rachid Azzouzi  | Duisburg      |          |
| C        | Stefan Böger    | Duisburg      |          |
| D        | Alfons Higl     | Colonia       |          |
| P        | Andreas Wessels | Bochum        |          |

| Cessioni | Cessioni        | Cessioni     | Cessioni |
| R.       | Nome            | a            | Modalità |
| -------- | --------------- | ------------ | -------- |
| A        | Roy Präger      | Wolfsburg    |          |
| A        | Frank Schmöller | Unterhaching |          |

### Sessione invernale
| Acquisti | Acquisti        | Acquisti        | Acquisti |
| R.       | Nome            | da              | Modalità |
| -------- | --------------- | --------------- | -------- |
| C        | Roland Gisinger | FSV Francoforte |          |
| A        | Rainer Krieg    | Uerdingen 05    |          |

| Cessioni | Cessioni | Cessioni | Cessioni |
| R.       | Nome     | a        | Modalità |
| -------- | -------- | -------- | -------- |

## Risultati

### 2. Bundesliga

#### Girone di andata
| Arbitro: | Kasper |

|                            |           |  |
| Hartenberger 65’ Hayer 88’ | Marcatori |  |

| Arbitro: | Dörr |

|                         |           |  |
| Beck 31’ Svinggaard 78’ | Marcatori |  |

| Arbitro: | Dehmelt |

|           |           |                                         |
| Reich 87’ | Marcatori | 33’ Lipinski 37’ Svinggaard 89’ Lottner |

| Arbitro: | Byernetzky |

|  |           |                            |
|  | Marcatori | 20’ Oberleitner 30’ Zeiler |

| Arbitro: | Friedrichs |

|                |           |  |
| Holetschek 42’ | Marcatori |  |

| Arbitro: | Hilmes |

|           |           |                       |
| Rolff 54’ | Marcatori | 35’ Milanko 90’ Fuchs |

| Arbitro: | Frey |

|                    |           |         |
| Eck 12’ Walter 78’ | Marcatori | 86’ Hey |

| Arbitro: | Wezel |

|           |           |  |
| Rolff 50’ | Marcatori |  |

| Arbitro: | Albrecht |

|                    |           |                  |
| Marin 5’ Salou 36’ | Marcatori | 20’ Hey 76’ Beck |

| Arbitro: | Keßler |

|  |           |                               |
|  | Marcatori | 64’ Bałuszyński 88’ Stickroth |

| Arbitro: | Wack |

|                  |           |  |
| Winkler 89’, 90’ | Marcatori |  |

| Arbitro: | Best |

|          |           |                                    |
| Beck 10’ | Marcatori | 50’ Koch 75’ Jurgeleit 85’ Aerdken |

| Arbitro: | Heynemann |

|            |           |               |
| Rische 61’ | Marcatori | 38’ Schneider |

| Arbitro: | Jansen |

|              |           |            |
| Lipinski 19’ | Marcatori | 87’ Tipold |

| Arbitro: | Dörr |

|                         |           |                            |
| Vorholt 55’ (rig.), 73’ | Marcatori | 16’ Akonnor 78’ Svinggaard |

| Arbitro: | Fischer |

|  |           |          |
|  | Marcatori | 9’ Meyer |

| Arbitro: | Gettke |

|           |           |             |
| Moore 60’ | Marcatori | 89’ Akonnor |

#### Girone di ritorno
| Arbitro: | Hauer |

|                |           |  |
| Svinggaard 59’ | Marcatori |  |

| Arbitro: | Haupt |

|                         |           |                           |
| Golombek 54’ Sassen 64’ | Marcatori | 24’, 26’ Beck 29’ Lottner |

| Arbitro: | Schmidt |

|                       |           |  |
| Krieg 37’ Lottner 42’ | Marcatori |  |

| Arbitro: | Koop |

|                 |           |  |
| Täuber 32’, 76’ | Marcatori |  |

| Arbitro: | Leimert |

|                                                              |           |  |
| Svinggaard 31’ Akonnor 35’ Lottner 41’, 77’ Beck 44’ Hey 64’ | Marcatori |  |

| Arbitro: | Ertl |

|          |           |           |
| Renn 14’ | Marcatori | 45’ Kranz |

| Arbitro: | Wack |

|        |           |  |
| Hey 4’ | Marcatori |  |

| Arbitro: | Weiner |

|                      |           |  |
| Demandt 53’ Hock 63’ | Marcatori |  |

| Arbitro: | Fleischer |

|         |           |            |
| Hey 12’ | Marcatori | 69’ Hirsch |

| Arbitro: | Hilmes |

|                                       |           |             |
| Jack 40’ Guðjónsson 64’ Stickroth 84’ | Marcatori | 55’ Akonnor |

| Arbitro: | Fandel |

|         |           |  |
| Hey 60’ | Marcatori |  |

| Arbitro: | Dehmelt |

|  |           |              |
|  | Marcatori | 50’ Lipinski |

| Arbitro: | Frey |

|                       |           |                 |
| Lipinski 45’ Beck 55’ | Marcatori | 80’ Bittencourt |

| Zwickau 19 maggio 1996, ore 15:00 CEST 31ª giornata | Zwickau  | 0 – 0 referto | Fortuna Colonia | Westsachsenstadion (6 041 spett.)\| Arbitro: \| Kemmling \| |
| Arbitro:                                            | Kemmling |               |                 |                                                             |

| Colonia 24 maggio 1996, ore 20:00 CEST 32ª giornata | Fortuna Colonia | 0 – 0 referto | Meppen | Südstadion (2 500 spett.)\| Arbitro: \| Blumenstein \| |
| Arbitro:                                            | Blumenstein     |               |        |                                                        |

| Berlino 2 giugno 1996, ore 15:00 CEST 33ª giornata | Hertha Berlino | 0 – 0 referto | Fortuna Colonia | Stadio Olimpico (4 400 spett.)\| Arbitro: \| Merk \| |
| Arbitro:                                           | Merk           |               |                 |                                                      |

| Arbitro: | Haupt |

|              |           |  |
| Lipinski 14’ | Marcatori |  |

### Coppa di Germania
| Arbitro: | Pohlmann |

|                              |           |                                              |
| Hey 65’ Svinggaard 90’, 111’ | Marcatori | 25’ Kuka 90’ Marschall 95’ Wagner 118’ Flock |

## Statistiche

### Statistiche di squadra
| Competizione      | Punti | In casa | In casa | In casa | In casa | In casa | In casa | In trasferta | In trasferta | In trasferta | In trasferta | In trasferta | In trasferta | Totale | Totale | Totale | Totale | Totale | Totale | DR |
| Competizione      | Punti | G       | V       | N       | P       | Gf      | Gs      | G            | V            | N            | P            | Gf           | Gs           | G      | V      | N      | P      | Gf     | Gs     | DR |
| ----------------- | ----- | ------- | ------- | ------- | ------- | ------- | ------- | ------------ | ------------ | ------------ | ------------ | ------------ | ------------ | ------ | ------ | ------ | ------ | ------ | ------ | -- |
| 2. Bundesliga     | 46    | 17      | 9       | 3       | 5       | 21      | 13      | 17           | 3            | 7            | 7            | 16           | 24           | 34     | 12     | 10     | 12     | 37     | 37     | 0  |
| Coppa di Germania | -     | 1       | 0       | 0       | 1       | 3       | 4       | 0            | 0            | 0            | 0            | 0            | 0            | 1      | 0      | 0      | 1      | 3      | 4      | -1 |
| Totale            | 46    | 18      | 9       | 3       | 6       | 24      | 17      | 17           | 3            | 7            | 7            | 16           | 24           | 35     | 12     | 10     | 13     | 40     | 41     | -1 |

### Andamento in campionato
| Giornata  | 1  | 2 | 3 | 4  | 5  | 6  | 7  | 8  | 9  | 10 | 11 | 12 | 13 | 14 | 15 | 16 | 17 | 18 | 19 | 20 | 21 | 22 | 23 | 24 | 25 | 26 | 27 | 28 | 29 | 30 | 31 | 32 | 33 | 34 |
| --------- | -- | - | - | -- | -- | -- | -- | -- | -- | -- | -- | -- | -- | -- | -- | -- | -- | -- | -- | -- | -- | -- | -- | -- | -- | -- | -- | -- | -- | -- | -- | -- | -- | -- |
| Luogo     | T  | C | T | C  | T  | C  | T  | C  | T  | C  | T  | C  | T  | C  | T  | C  | T  | C  | T  | C  | T  | C  | T  | C  | T  | C  | T  | C  | T  | C  | T  | C  | T  | C  |
| Risultato | P  | V | V | P  | P  | P  | P  | V  | N  | P  | P  | P  | N  | N  | N  | P  | N  | V  | V  | V  | P  | V  | N  | V  | P  | N  | P  | V  | V  | V  | N  | N  | N  | V  |
| Posizione | 14 | 9 | 6 | 10 | 11 | 14 | 14 | 13 | 13 | 13 | 13 | 13 | 14 | 14 | 15 | 16 | 17 | 14 | 13 | 11 | 13 | 11 | 11 | 11 | 11 | 11 | 12 | 12 | 12 | 9  | 10 | 8  | 11 | 8  |

Legenda:

Luogo: C = Casa; T = Trasferta. Risultato: V = Vittoria; N = Pareggio; P = Sconfitta.

### Statistiche dei giocatori
| Giocatore      | 2. Bundesliga | 2. Bundesliga | 2. Bundesliga | 2. Bundesliga | Coppa di Germania | Coppa di Germania | Coppa di Germania | Coppa di Germania | Totale   | Totale | Totale      | Totale     |
| Giocatore      | Presenze      | Reti          | Ammonizioni   | Espulsioni    | Presenze          | Reti              | Ammonizioni       | Espulsioni        | Presenze | Reti   | Ammonizioni | Espulsioni |
| -------------- | ------------- | ------------- | ------------- | ------------- | ----------------- | ----------------- | ----------------- | ----------------- | -------- | ------ | ----------- | ---------- |
| C. Akonnor     | 27            | 4             | 4             | 0             | 0                 | 0                 | 0                 | 0                 | 27       | 4      | 4           | 0          |
| R. Azzouzi     | 32            | 0             | 6             | 1             | 1                 | 0                 | 0                 | 0                 | 33       | 0      | 6           | 1          |
| M. Beck        | 28            | 7             | 1             | 0             | 1                 | 0                 | 0                 | 0                 | 29       | 7      | 1           | 0          |
| A. Brandts     | 6             | 0             | 0             | 0             | 1                 | 0                 | 0                 | 0                 | 7        | 0      | 0           | 0          |
| S. Böger       | 13            | 0             | 1             | 1             | 0                 | 0                 | 0                 | 0                 | 13       | 0      | 1           | 1          |
| H. Catic       | 1             | 0             | 0             | 0             | 0                 | 0                 | 0                 | 0                 | 1        | 0      | 0           | 0          |
| R. Gisinger    | 2             | 0             | 0             | 0             | 0                 | 0                 | 0                 | 0                 | 2        | 0      | 0           | 0          |
| A. Hey         | 32            | 6             | 4             | 0             | 1                 | 1                 | 0                 | 0                 | 33       | 7      | 4           | 0          |
| A. Higl        | 11            | 0             | 4             | 0             | 0                 | 0                 | 0                 | 0                 | 11       | 0      | 4           | 0          |
| W. Junghans    | 11            | 0             | 0             | 0             | 1                 | 0                 | 0                 | 0                 | 12       | 0      | 0           | 0          |
| M. Kranz       | 16            | 1             | 3             | 1             | 0                 | 0                 | 0                 | 0                 | 16       | 1      | 3           | 1          |
| R. Krieg       | 7             | 1             | 1             | 0             | 0                 | 0                 | 0                 | 0                 | 7        | 1      | 1           | 0          |
| J. Lipinski    | 30            | 5             | 6             | 1             | 1                 | 0                 | 0                 | 0                 | 31       | 5      | 6           | 1          |
| D. Lottner     | 30            | 5             | 7             | 0             | 1                 | 0                 | 0                 | 1                 | 31       | 5      | 7           | 1          |
| M. Luhr        | 1             | 0             | 0             | 0             | 0                 | 0                 | 0                 | 0                 | 1        | 0      | 0           | 0          |
| A. Matysek     | 7             | 0             | 1             | 0             | 0                 | 0                 | 0                 | 0                 | 7        | 0      | 1           | 0          |
| M. Mink        | 11            | 0             | 5             | 0             | 1                 | 0                 | 0                 | 0                 | 12       | 0      | 5           | 0          |
| N. Niedziella  | 21            | 0             | 7             | 0             | 0                 | 0                 | 0                 | 0                 | 21       | 0      | 7           | 0          |
| J. Niggemann   | 14            | 0             | 0             | 0             | 0                 | 0                 | 0                 | 0                 | 14       | 0      | 0           | 0          |
| J. Radschuweit | 23            | 0             | 5             | 0             | 1                 | 0                 | 0                 | 0                 | 24       | 0      | 5           | 0          |
| W. Rolff       | 16            | 2             | 5             | 0             | 1                 | 0                 | 0                 | 0                 | 17       | 2      | 5           | 0          |
| H. Schneider   | 31            | 1             | 6             | 0             | 1                 | 0                 | 1                 | 0                 | 32       | 1      | 7           | 0          |
| J. Svinggaard  | 29            | 5             | 0             | 0             | 1                 | 2                 | 0                 | 0                 | 30       | 7      | 0           | 0          |
| A. Wessels     | 16            | 0             | 0             | 0             | 0                 | 0                 | 0                 | 0                 | 16       | 0      | 0           | 0          |
| W. Wiesner     | 0             | 0             | 0             | 0             | 0                 | 0                 | 0                 | 0                 | 0        | 0      | 0           | 0          |
| M. Zernicke    | 9             | 0             | 3             | 0             | 1                 | 0                 | 0                 | 0                 | 10       | 0      | 3           | 0          |
| D. de Wit      | 20            | 0             | 4             | 0             | 1                 | 0                 | 0                 | 0                 | 21       | 0      | 4           | 0          |